# Larinioides chabarovi
Larinioides chabarovi là một loài nhện trong họ Araneidae. Loài này được tìm thấy ở Nga. Loài này được miêu tả khoa học vào năm 1981.